# Benjamin Brierley

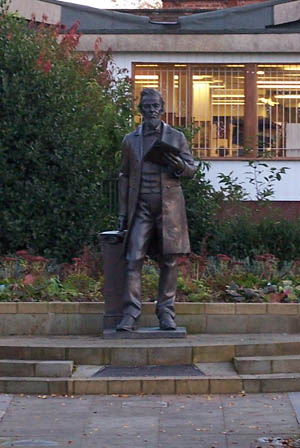
Estatua de Benjamin Brierley ubicada en la Biblioteca Pública de Failsworth.

Benjamin Brierley (también conocido como Ben Brierley) (26 de junio de 1825-18 de enero de 1896) fue un tejedor inglés y escritor.

## Biografía
Nació en Failsworth, Lancashire, hijo de James Brierley, y Esther Whitehead. Comenzó desde muy temprano a trabajar en una fábrica textil, educándose en su tiempo libre. Alrededor de sus treinta años, comenzó a colaborar en periódicos locales.
En 1863 pasó a dedicarse exclusivamente al periodismo y a la literatura, publicando en el mismo año sus Crónicas de Waverlow, y en 1864 una historia larga llamada La piedra del Lado Langley, seguido por otros trabajos. En abril de 1869, Brierley comenzó la publicación de El Diario de Ben Brierley, una revista primero de frecuencia mensual y luego semanal. Continuó editando la revista hasta diciembre de 1891.
En 1875, Brierley fue elegido como miembro del consejo de la ciudad de Manchester, donde sirvió seis años.
En 1880 y en 1884, visitó América y reflejó sus impresiones en su obra Ab-o'th'-Yate en América. Realizó lecturas públicas de sus escritos, donde exhibió varios de sus dibujos y cuadros de Lancashire. Estos fueron muy populares y fueron recolectados luego de su muerte.

Brierley falleció el 18 de enero de 1896 y fue enterrado en el Cementerio General de Mánchester Harpurhey. 
El 30 de abril de 1898, una estatua, financiada por sus lectores, fue descubierta en Queen's Park, Harpurhey, en su honor. Hoy Brierley es recordado además en una estatua de bronce revelada en 2006 en la entrada de la biblioteca pública de Failsworth.